# Holland rep
Holland rep is een single van het Nederlandse duo Haagse Harry en Hollandscheveldse Hendrik uit 1986. Het is de enige single die dit duo heeft uitgebracht.

## Achtergrond
Holland rep is geschreven door Lisa Stevens, Bruce Welch, Brian Bennett, Curtis Hudson, Henk Bemboom en Koos Bloemsma en geproduceerd door Henk-Jan Bloemboom. Het is een Nederlandstalige parodie op het nummer Holiday Rap van MC Miker G & DJ Sven uit 1986, wat op zichzelf weer een cover is van Holiday van Madonna. Het lied is een ode aan het Scheveningse strand en maakt tegelijk (mogelijk onbewust) de rap van MC Miker G & DJ Sven belachelijk. De twee singles stonden tegelijkertijd in de hitparades, al was Holiday Rap een stuk succesvoller. Holland rep stond zes weken in de Nationale Hitparade en kwam tot de achttiende positie. In de Top 40 kwam het tot de dertigste plek en was het drie weken in de lijst te vinden.